# Rade Zagorac
Rade Zagorac (nascido em 12 de agosto de 1995) é um jogador sérvio de basquete profissional que atualmente joga pelo Partizan Nis, disputando a Liga Sérvia de Basquetebol. Foi selecionado pelo Boston Celtics na segunda rodada do draft da NBA em 2016.